# Max Morlock
Maximilian „Max“ Morlock (11. května 1925 Norimberk – 10. září 1994 Norimberk) byl německý fotbalista, který reprezentoval Západní Německo. Hrával na pozici útočníka.
S německou reprezentací se stal mistrem světa roku 1954. Celkem za národní tým odehrál 26 utkání a vstřelil 21 gólů.
S klubem 1. FC Norimberk se stal dvakrát mistrem Německa (1947/48, 1960/61) a jednou získal německý pohár (1961/62).
Roku 1961 byl vyhlášen německým fotbalistou roku.